# Victor Reinshagen
Victor Reinshagen, né le 22 mai 1908 à Riga, en Lettonie et mort le 14 novembre 1992 à Zurich, est un chef d'orchestre et compositeur suisse.

## Biographie
Victor Reinshagen vient à l'âge de six ans à Zurich. En plus de l'école, il fréquente la Musikhochschule (Académie de musique). Puis il étudie à l'Université des arts de Berlin.
En 1927, il devient maître de chœur et chef assistant au Theater Orchester Biel Solothurn de Bienne. En 1928, il dirige comme chef invité à l'Opéra de Zurich, Le Vaisseau fantôme de Richard Wagner. De 1942 à 1955, il est le chef d'orchestre attitré de cet Opéra. Il prend sa retraite en 1973.
Wichtige dirige Notamment Porgy and Bess de George Gershwin (1945, première allemande), Niobe de Heinrich Sutermeister (1946, création), The Rake’s Progress d'Igor Stravinsky (1951, création en langue allemande), Cardillac de Paul Hindemith (1952), Les Aventures du roi Pausole d'Arthur Honegger (1953, première suisse) et Die späte Sühne d'Armin Schibler.
Comme chef invité, il dirige de 1935 à 1938 puis à partir de 1950 le Radioorchester Beromünster, dès 1950 au Bayerische Staatsoper de Munich et de 1963 à 1968 à l'Opéra de Marseille.
De 1968 à 1973, il est le directeur du bureau de l'administration artistique de l'Opéra d'État de Hambourg.

## Œuvres principales
- Grete im Glück. Opérette en un prélude et 9 tableaux. Livret d' Armin L. Robinson. Création à Zurich le 7 novembre 1936.
- Tanz um Daisy. Opérette en 3 actes de 9 tableaux. Livret de Paul Knepler d'après André Perrot. Création à Zurich le 31 décembre 1938.
- Der geliebte Dieb. Opérette en 3 actes. Livret de Willy Harder. Création à Zurich le 29 avril 1940.